# Hydrodynastes gigas
Espèce
Synonymes
- Xenodon gigas Duméril, Bibron & Duméril, 1854

Statut CITES
Hydrodynastes gigas, également appelé Faux cobra d'eau ou encore Ñacaniná, est une espèce de serpents de la famille des Dipsadidae.

## Répartition
Cette espèce se rencontre en Amérique du sud:
- au Suriname ;
- en Guyane ;
- au Brésil ;
- dans l'est de la Bolivie ;
- au Paraguay ;
- en Argentine dans les provinces de Misiones, de Corrientes, d'Entre Ríos, de Santa Fe, du Chaco et de Formosa.

Sa présence est incertaine au Pérou.

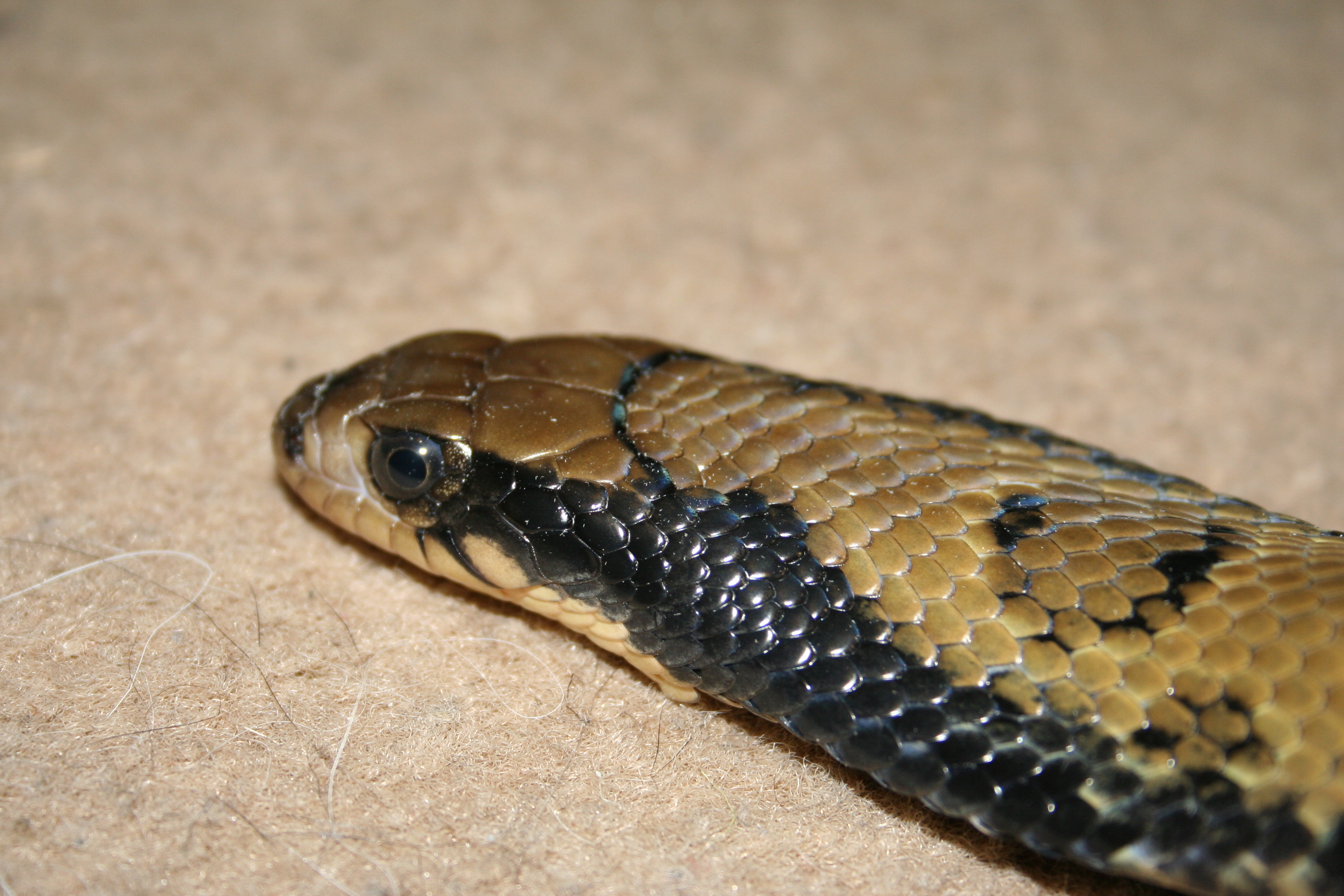

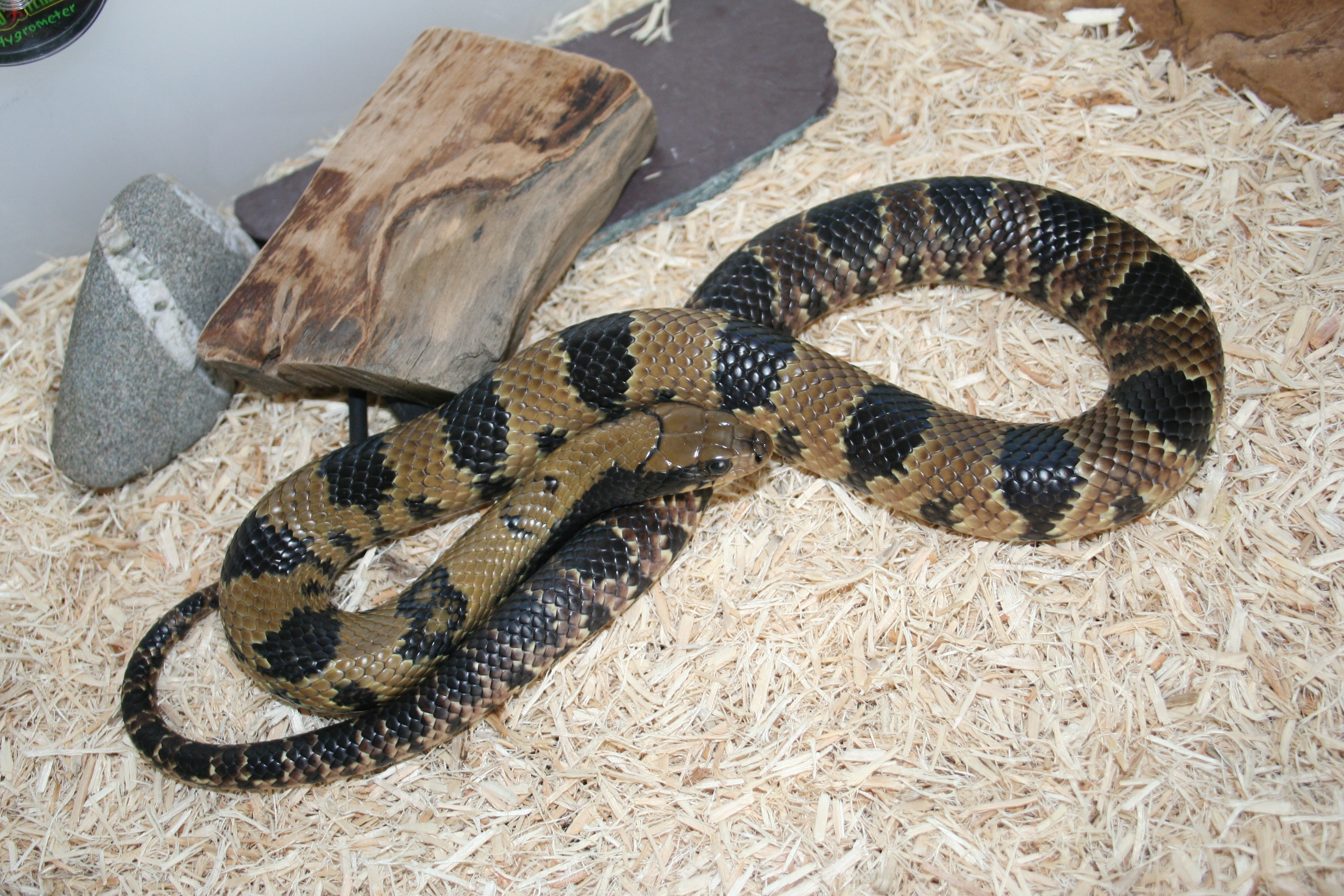

## Description
La ñacaniná est une espèce agile et de caractéristique générale très agressive. Quand elle est perturbée elle se fâche en dilatant le cou, en levant la tête et le tiers antérieur du corps d'une façon qui rappelle le fameux cobra de l'Inde.
C'est un serpent opistoglyphe venimeux. Les adultes ont une taille qui dépasse souvent 2 mètres, exceptionnellement près de 3 mètres.

## Mode de vie
C'est un serpent aquatique, pouvant rester immergée pendant plusieurs minutes. Il se déplace avec agilité aussi bien en eau de surface, qu'en eau profonde (marais et étangs).
Il semble que la ñacaniná ait des habitudes plutôt diurnes. En période de crues, on peut l'observer sur des terrains non inondés. Aux heures de plus haute température elle prend le soleil enroulée ou semi-étirée sur des arbustes ou au sol, mais toujours près de l'eau.

## Régime
Elle se nourrit de poissons, batraciens et oiseaux et parfois de rongeurs voire de petits ophidiens. Lorsque les proies sont importantes, elle peut les tuer par constriction en s'enroulant autour d'elles, ou également les submerger pour les noyer.

## Publication originale
- Duméril, Bibron & Duméril, 1854 : Erpétologie générale ou histoire naturelle complète des reptiles. Tome septième. Première partie, p. 1-780 (texte intégral).